# Isdans

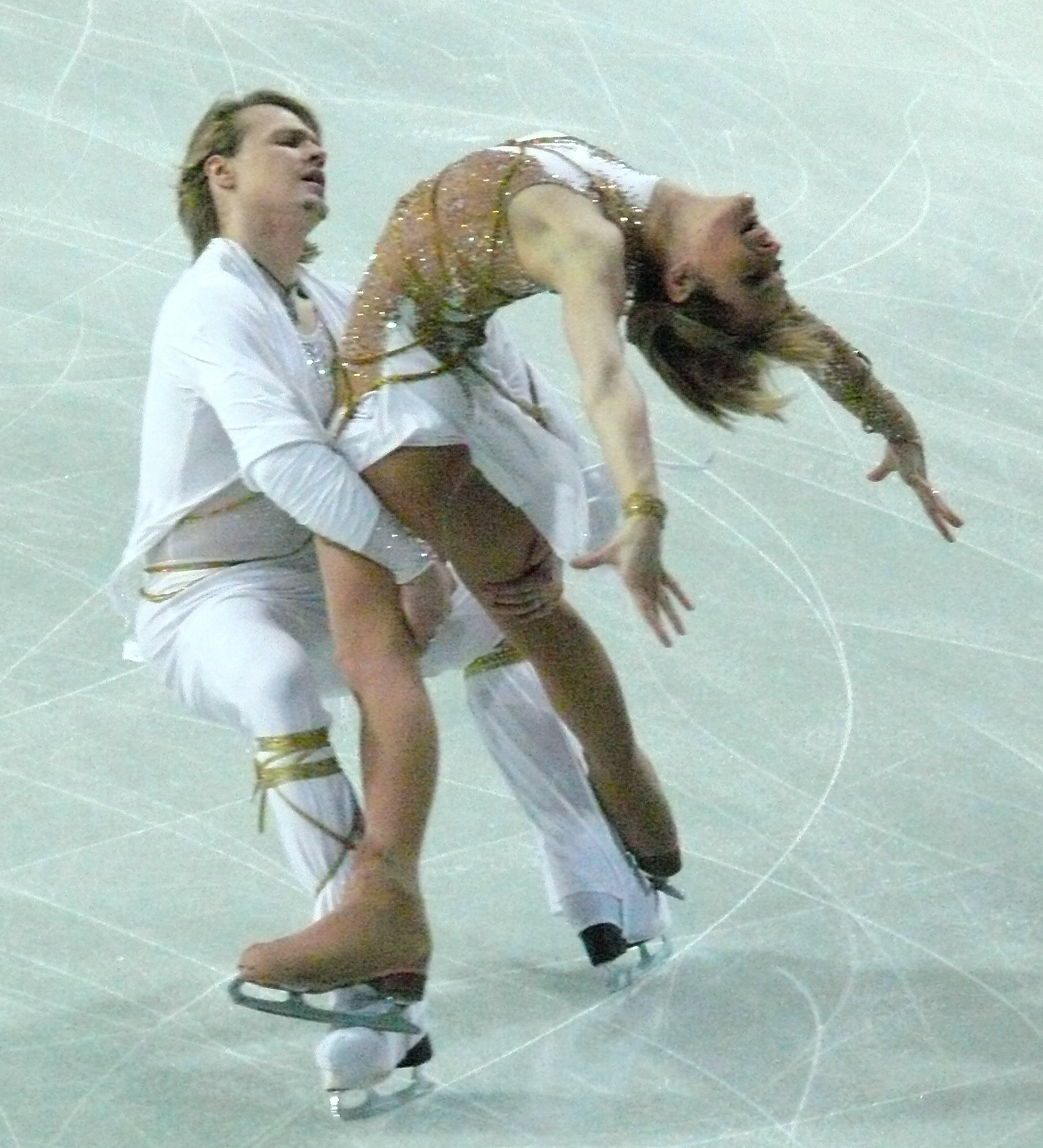
Albena Denkova och Maxim Staviski på EM i Warszawa 2007.

Isdans är en gren inom konståkning som grundas i par- och baldans från 1800 talet. I isdans gäller det att paret är samspelt och att det verkligen ser ut som om man dansar. Det förekommer inga hopp i isdans.
Man åker tre olika program: 
- det obligatoriska programmet,[1] där man åker en bestämd sällskapsdans, det vill säga alla åker samma dans.
- originalprogrammet,[1] där man får några olika danser att välja mellan och då gör flera olika moment som till exempel lyft och stegsekvenser.
- det fria programmet,[1] där man själv får välja program, men man har flera obligatoriska moment man måste utföra

Isdans är ofta förknippat med att man dansar i par, men det finns även soloisdans. Det är vanligt med lyft och steg inom isdans – dock inga hopp, som det däremot finns inom paråkning. Lyften inom isdans skiljer sig från lyften inom paråkning genom att herren inom isdans (när han lyfter sin partner) inte får ha händerna över huvudet. Stegsekvenser är vanliga inom isdansen och är oftast obligatoriska, de varierar i svårighetsgrad och mängd.
Ett viktigt moment är att man dansar i takt med musiken. Man kan bland annat dansa vals, tango, polka, foxtrot med mera.